# Legge 27 luglio 2011, n. 128
La Legge 27 luglio 2011 n. 128 (nota come Legge Levi, da Ricardo Franco Levi) è una legge della Repubblica Italiana. Emanata durante il governo Berlusconi IV, la legge è nota per aver introdotto uno sconto massimo del 15% sul prezzo dei libri. La legge  13 febbraio 2020, n. 15, entrata in vigore il 25 marzo 2020, ha modificato la legge, riducendo lo sconto massimo applicabile al 5%, fatta eccezione per i libri di testo scolastici.

## Oggetto e finalità generali (art. 1)
Come spiegato nell'articolo 1, la legge mira a contribuire allo sviluppo del settore librario, al sostegno della creatività letteraria,  alla promozione del libro e della lettura, alla diffusione della cultura, alla tutela del pluralismo dell'informazione.

## Disciplina del prezzo dei libri (art. 2)
L'articolo 2 specifica che il prezzo di un libro è liberamente fissato dall'editore o dall'importatore del libro ed è apposto, compresa l'IVA su ciascun esemplare o allegato.
Il comma 2 specifica che il prezzo di vendita del libro al consumatore finale, anche per corrispondenza o tramite internet, non può essere scontata per più del 15% rispetto al prezzo di copertina.
Agli editori è consentito applicare uno sconto un po' più cospicuo per campagne promozionali distinte tra loro, non reiterabili nel corso dell'anno solare e di durata non superiore a un mese, con sconti sul prezzo di copertina che eccedano il limite del 15% purché non superiori a un quarto dello stesso prezzo di copertina.

## Casi particolari (art. 2 comma 4)
Il venditore può applicare uno sconto che può arrivare fino al limite del 20% rispetto al prezzo di copertina nei seguenti casi:
- in occasione di manifestazioni di particolare rilevanza articoli 40 e 41 del decreto legislativo 31 marzo 1998, n. 112;
- in favore di organizzazioni non lucrative di utilita' sociale, centri di formazione legalmente riconosciuti,  istituzioni o  centri con finalita' scientifiche o di ricerca, biblioteche, archivi e musei pubblici, istituzioni scolastiche di ogni ordine e grado, educative e università.

## Eccezioni (art. 2 comma 5)
Le limitazioni della fissazione e apposizione del prezzo, così come il tetto massimo di sconto del 15% non si applica per:
- libri per bibliofili, intesi come quelli pubblicati a tiratura limitata per un ambito ristretto e di elevata qualità  formale e tipografica;

- libri d'arte, intesi come quelli stampati, anche parzialmente, con metodi artigianali per la riproduzione delle opere artistiche, quelli con illustrazioni eseguite direttamente a mano e  quelli che sono rilegati in forma artigianale;

- libri antichi e di edizioni esaurite;
- libri usati;
- libri posti fuori catalogo dall'editore;
- libri pubblicati da almeno venti mesi e  dopo che siano trascorsi almeno sei mesi dall'ultimo acquisto effettuato dalla libreria o da altro venditore al dettaglio;

- edizioni destinate in via prioritaria ad essere cedute nell'ambito di rapporti associativi.

## Collane,  collezioni complete e grandi opere (art. 2 comma 6)
Il prezzo complessivo di collane,  collezioni complete,  grandi opere, fissato in via preventiva ai sensi del comma 1,  può  essere diverso dalla somma dei prezzi dei singoli volumi che le compongono.

## Abrogazioni limitate alla commercializzazione di libri (art. 2 comma 7)
Alla vendita dei libri non si applicano le norme in materia di vendite promozionali, di saldi di fine stagione e di disciplina del settore della distribuzione commerciale di cui ai commi 1, lettere e) e f), 3 e 4 dell'articolo 3 del decreto-legge 4 luglio 2006, n.  223, convertito, con modificazioni, dalla legge 4 agosto 2006, n. 248.

## Sanzioni e vigilanza (art. 2 commi 8-9)
La vendita di libri, effettuata in difformità  dalle disposizioni del presente articolo, comporta l'applicazione delle sanzioni di cui agli articoli 22, comma 3 (sanzione amministrativa da lire 1.000.000 a lire 6.000.000), e 29, commi 2 (sanzione amministrativa da lire 1.000.000 a lire 6.000.000) e 3 (sospensione dell'attività ordinata dal sindaco in caso di particolare gravità o di recidiva), del decreto legislativo 31 marzo 1998, n. 114.  Il comune vigila sul rispetto delle disposizioni del presente articolo e provvede all'accertamento e all'irrogazione delle sanzioni anzidette; i relativi proventi sono attribuiti al comune nel quale le violazioni hanno avuto luogo.

## Disputa sulla validità e sulla presunta abrogazione della Legge Levi
La legge Levi risulta tuttora formalmente in vigore sebbene da più parti sia stata bollata come abrogata nella pratica. L'Autorità Garante della Concorrenza e del Mercato (AGCM), in una relazione al governo italiano del 2 ottobre 2012 dal titolo Proposte di riforma concorrenziale ai fini della legge annuale per il mercato e la concorrenza anno 2013 ha ipotizzato che "la previsione di tetti massimi agli sconti sul prezzo dei libri possa limitare la libertà di concorrenza dei rivenditori finali, senza produrre sostanziali benefici per i consumatori in termini di servizi offerti o di ampliamento del numero di libri immessi sul mercato”.
Inoltre la stessa Autorità Garante della Concorrenza e del Mercato ha fatto notare come buona parte della Legge Levi sia stata di fatto già abrogata dall’articolo 3, comma 8 e comma 9, lett. h) del decreto-legge 13 agosto 2011, n. 138 (convertito con modificazioni dalla Legge 14 settembre 2011, n. 148), che ha abrogato l'imposizione di prezzi minimi di mercato o commissioni in percentuale da parte di qualsivoglia legge italiana.
I timori che venisse abrogata erano stati espressi anche in occasione del cosiddetto "Ddl concorrenza".

## Riferimenti normativi
- Legge 27 luglio 2011, n. 128 - Nuova disciplina del prezzo dei libri.
- Art. 8 della Legge 13 febbraio 2020, n. 15 - Disposizioni per la promozione e il sostegno della lettura.